# Ubuntu Netbook Edition

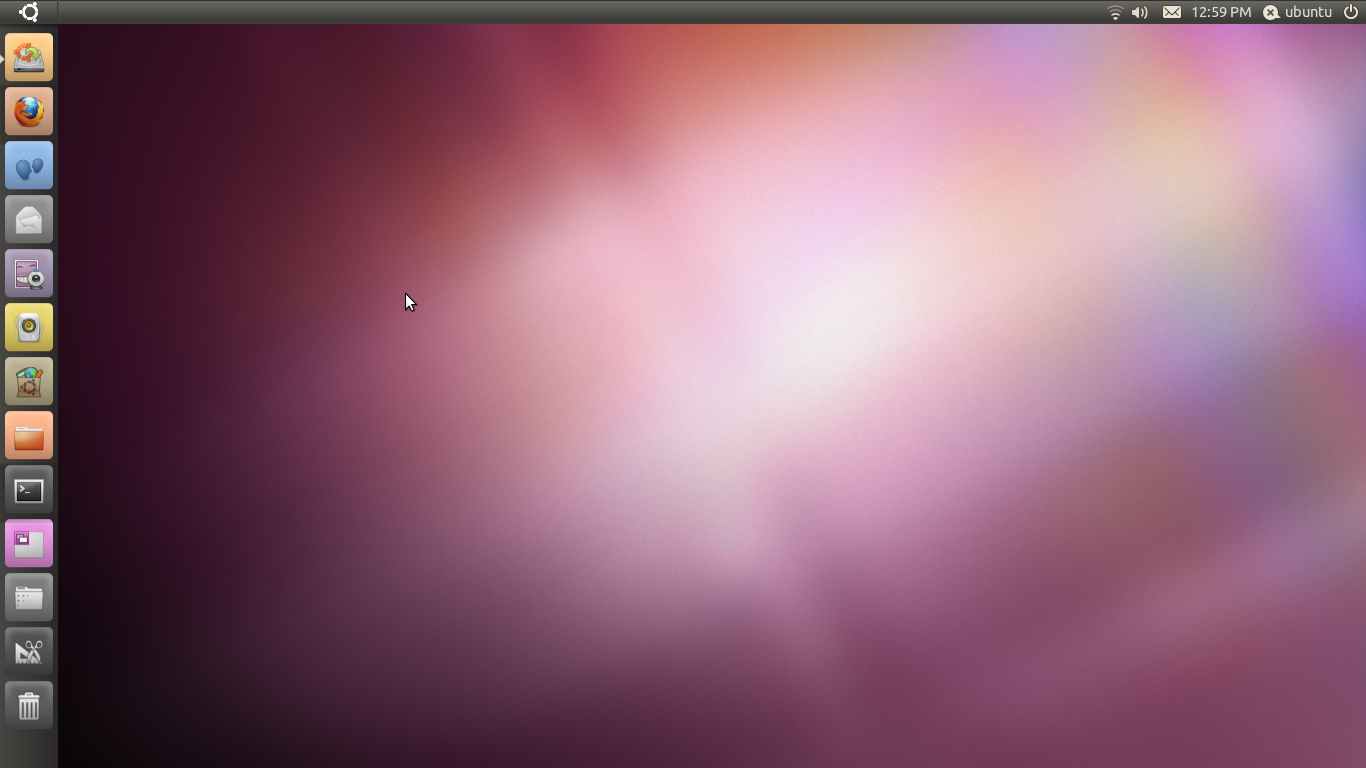
Ubuntu 10.10 (Maverick Meerkat) Netbook Edition.

Ubuntu Netbook Edition (före Ubuntu 10.04 känt som Ubuntu Netbook Remix) är en variant av Ubuntu optimerad för att fungera bra med netbooks och andra enheter med små skärmar och Intel Atom-processor. Ubuntu Netbook Edition använder sig sedan version 10.10 av skrivbordsmiljön Unity, så när även Ubuntu övergick till denna skrivbordsmiljö i version 11.04 så slogs operativsystemet samman med Ubuntu.
Eftersom de flesta netbooks saknar möjlighet att läsa en CD kan man använda Fedora Live USB creator för att lägga över Ubuntu Netbook Edition på ett USB-minne.

## Systemkrav
Detta krävs för att Ubuntu Netbook Edition ska kunna köras:
- Processor: Intel Atom
- RAM: 386 MB
- Lagring: 4 GB flashdisk (SSD) eller hårddisk